# Reunion (canção de ClariS)
"Reunion " é uma música da ClariS, usada como tema de abertura da segunda temporada do anime Ore no Imōto ga Konna ni Kawaii Wake ga Nai. Foi lançada em 17 de abril de 2013 pela SME Records.

## Desempenho nas paradas
| Parada (2013)                    | Melhor posição |
| -------------------------------- | -------------- |
| Japão Billboard Japan Hot 100    | 3              |
| Japão Singles Semanais da Oricon | 2              |